# Georg Riedel (Jazzmusiker)

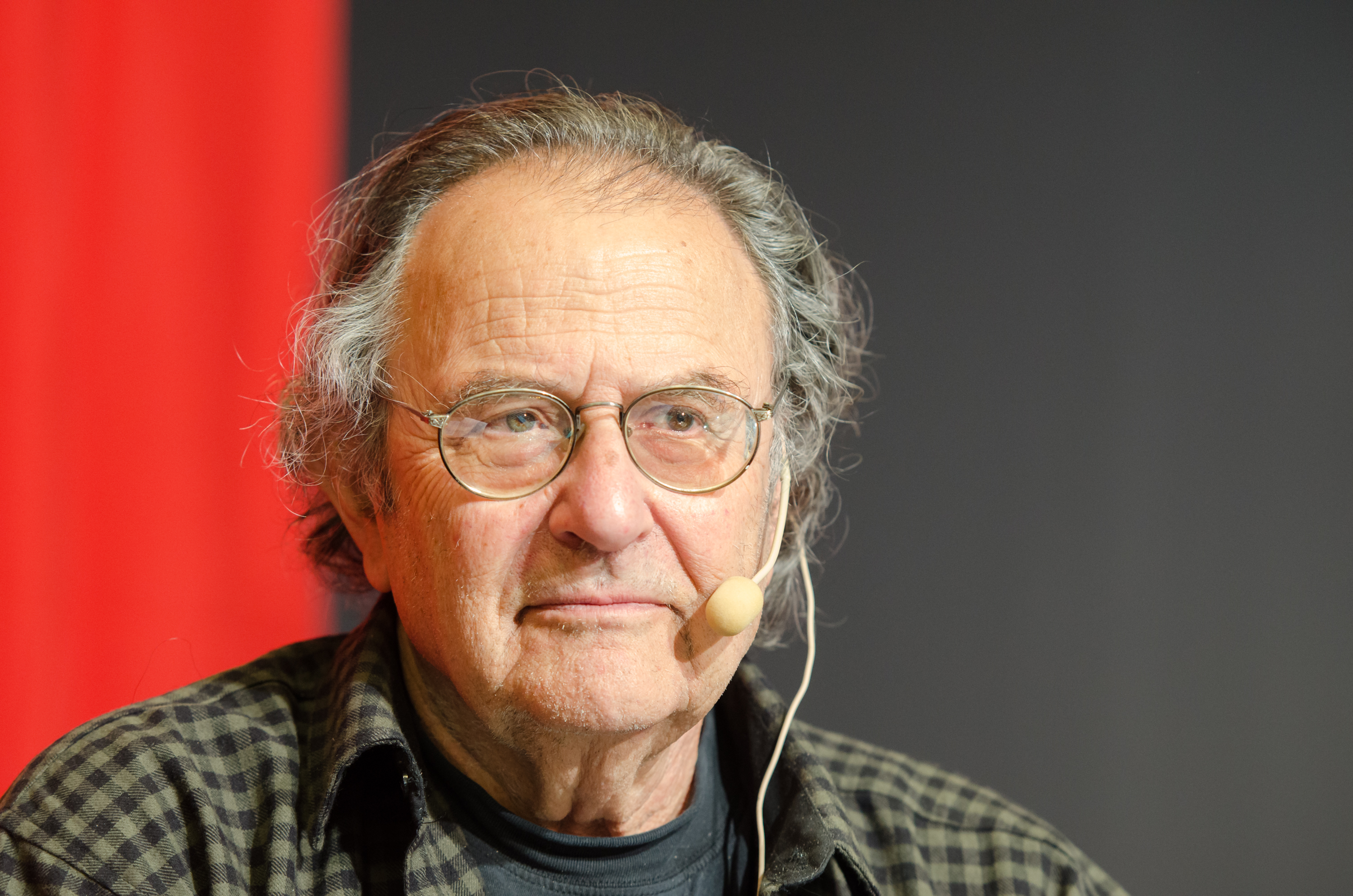
Georg Riedel (2013)

Georg Martin Ludwig Riedel (* 8. Januar 1934 in Karlsbad, Tschechoslowakei; † 25. Februar 2024 in Stockholm) war ein schwedischer Jazz-Bassist und Filmkomponist.

## Leben und Wirken
Riedel wurde als Sohn eines sudetendeutschen Vaters und einer jüdischen Mutter geboren. Im Alter von vier Jahren migrierte die Familie nach Stockholm, als nach dem Münchner Abkommen der Einmarsch Hitlers in die Tschechoslowakei bevorstand. Als Kind lernte er zunächst Violine. In Stockholm studierte er erst klassisches Cello, wechselte dann aber zum Kontrabass und in den Jazz. 1948 gründete er gemeinsam mit Lasse Bagge und Rune Öfwerman die Boogie Bop Six. Später spielte er häufig mit dem schwedischen Jazzmusiker Jan Johansson zusammen, unter anderem auf dessen Album Jazz på svenska (1963), das auf Volksmelodien basiert. Zudem trat er mit Arne Domnérus, Lars Gullin, Gunnar Svensson, Egil Johansen, Rune Gustafsson, dem Trompeter Jan Allan und der schwedischen Radio-Bigband von Harry Arnold auf. 1976 leitete er die Swedish Radio Jazz Group für eine Produktion mit Terje Rypdal (Odyssey: In Studio & In Concert).

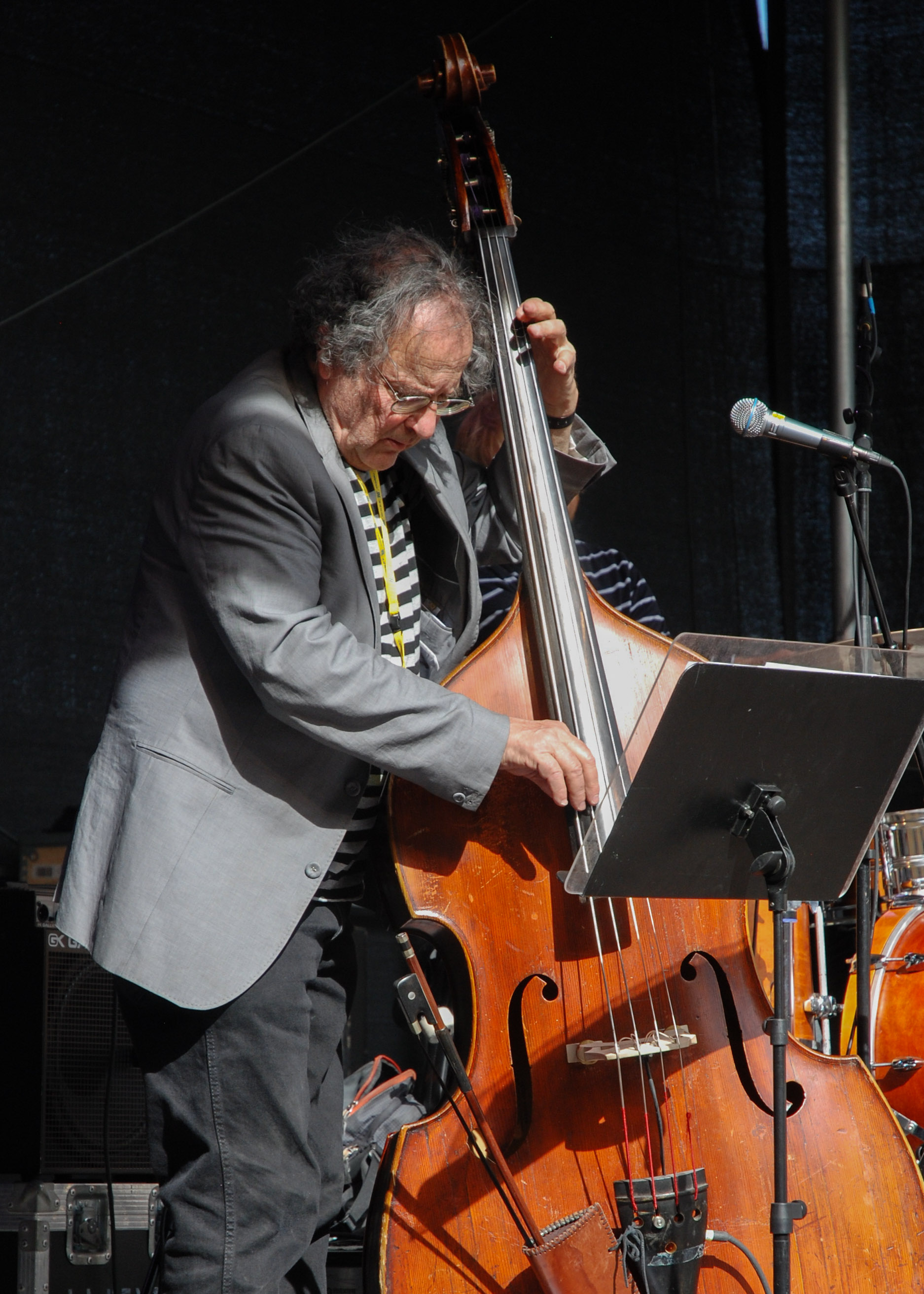
Riedel beim Stockholm Jazz Festival 2010

Ab den 1960er Jahren komponierte Riedel auch für Tanzkompanien, etwa ein Jazz Ballet, das er mit eigener Gruppe 1964 veröffentlichte; 1967 entstand für Alvin Ailey seine Suite Riedaiglia, die die sieben Todsünden thematisierte und die er mit der Swedish Radio Jazz Group und dem Stockholmer Kammerchor unter Eric Ericson aufnahm. Zudem schrieb er zunehmend Filmmusik, unter anderem für Fernsehfilme nach Astrid Lindgren, mit der er bis in die 1980er Jahre zusammenarbeitete, zuerst für die Fernsehserie Pippi Langstrumpf (1968) gemeinsam mit seinem Freund Jan Johansson, später für Wir Kinder aus Bullerbü und Michel aus Lönneberga. Auch die Signaturmelodie zu den sehr erfolgreichen Zeichentrickfilmen, die im Anschluss an die Kinderbücher von Gunilla Bergström, in denen Willi Wiberg die Hauptrolle spielt, entstanden sind, stammt von Riedel. Viele dieser Lieder sind in Schweden allgemein bekannt und werden bei bestimmten Anlässen, wie zum Beispiel Idas sommarvisa am letzten Schultag vor den Sommerferien in den meisten Schulklassen bis zum sechsten Schuljahr, gesungen.
Riedels 1982 geborene Tochter Sarah Riedel ist als Jazz- und Popsängerin aktiv. Sie arbeitete gelegentlich mit ihrem Vater zusammen, zum Beispiel auf dessen Album Cornelis vs. Riedel (2011), auf dem sie neben Nicolai Dunger Texte von Cornelis Vreeswijk in der Vertonung Georg Riedels singt, oder auf dem Album Emil, Pippi, Karlsson & Co (2013) mit ihm und mit der Norrbotten Big Band.
Riedel starb am 25. Februar 2024 im Alter von 90 Jahren nach längerer Krankheit im Kreise seiner Familie.

## Preise und Auszeichnungen
Aileys Ballett Riedaiglia zu Riedels Komposition erhielt 1967 den Prix Italia. 1998 wurde er mit dem schwedischen Orden Litteris et Artibus und 2005 mit dem Lars-Gullin-Preis ausgezeichnet. 2006 wurde er mit dem Django d’Or (Schweden) als Master of Jazz geehrt.

## Filmmusik (Auswahl)
- 1964: Wild West Story
- 1964: Zwei (To)
- 1965: Die Verkommenen (Morianerna)
- 1969: Pippi Langstrumpf (Pippi Långstrump, Fernsehserie)
- 1970: Pippi außer Rand und Band (På rymmen med Pippi Långstrump)
- 1970: Pippi in Taka-Tuka-Land (Pippi Långstrump på de sju haven)
- 1970: Nana
- 1971: Immer dieser Michel 1. – Michel in der Suppenschüssel (Emil i Lönneberga)
- 1972: Immer dieser Michel 2. – Michel muß mehr Männchen machen (Nya hyss av Emil i Lönneberga)
- 1973: Immer dieser Michel 3. – Michel bringt die Welt in Ordnung (Emil och griseknoen)
- 1974: Michel aus Lönneberga (Emil i Lönneberga, Fernsehserie)
- 1974: Karlsson auf dem Dach (Världens bästa Karlsson)
- 2008: Drömdoktorn
- 2010: Puss
- 2013: Michel & Ida aus Lönneberga (Emil & Ida i Lönneberga)